# Hans Dirk van Hoogstraten
Hans Dirk van Hoogstraten ('s-Gravenpolder, 11 januari 1937) is een Nederlands voormalig universitair hoofddocent sociale ethiek en theologie en publicist.

## Leven en werk
Dr. Van Hoogstraten promoveerde op een proefschrift over de Duitse theoloog Dietrich Bonhoeffer (1906-1945). Hij doceerde aan de Radboud Universiteit Nijmegen, alsmede aan universiteiten in San Francisco, Los Angeles en Kaapstad. Medio 1998 nam Van Hoogstraten onvrijwillig afscheid als docent aan de theologische faculteit van de Radboud Universiteit. De hervormde Van Hoogstraten kwam in conflict met het bestuur: alle theologische docenten moesten zich van Rome alsnog akkoord verklaren met de visie op kerk en wetenschap, zoals  neergelegd in de encycliek Sapientia Christiana. Van Hoogstraten nam afscheid met een klinkende redevoering, die is afgedrukt in de publicatie Religie en totalitarisme. Hij wil staan in de joodse traditie, die "niet leert wat de wereld is en wat onze rol in de wereld is, maar die vraagt waarom de wereld is zoals die is (...)".